# ヤブ・ガンボ
ヤブ・ガンボ（Yabu Γambo、生没年不詳）は、モンゴル帝国に仕えたタングート人将軍の一人。『元史』などの漢文史料では也蒲甘卜(yĕpúgānbŭ)と記される。「ガンボ（Γambo）」とはチベット系の言語（タングート語）に由来する名前で、「完成した者、覚者（sgam-po）」を意味する。

## 概要
ヤブ・ガンボは1221年に部下を率いてモンゴル帝国の創始者チンギス・カンに帰順し、モンゴル軍に加わった。チンギス・カンの命により同郷のタングート人を率い、左翼万人隊長のムカリ麾下に入ったが、病により早くに亡くなった。
ヤブ・ガンボの死後、息子のアンギルが後を継いで軍を率い、南宋征服、ナヤン・カダアンの乱鎮圧などに従軍し功績を挙げた。